# Batrachuperus karlschmidti
Batrachuperus karlschmidti é uma espécie de anfíbio caudado pertencente à família Hynobiidae. Endêmico da China.